# Itherther e Thamuatz
Itherther e Thamuatz sono animali mitologici che si ritrovano nei racconti del popolo algerino dei Kabyle.

## Nella mitologia
Itherther e Thamuatz furono due bufali nati all'inizio dei tempi nell'oscuro Tlam. 
Essi ebbero un figlio Achimi, che partì per un viaggio; dopo molti anni Achimi tornò dai genitori, decidendo di prendersi la madre e la sorella, che intanto era nata, per accoppiarsi con entrambe e formare una mandria, scacciando il padre Itherther.
Quest'ultimo viaggiò sino alla sua morte, e ogni volta che piangeva per il suo triste destino depositava un seme, dal quale nasceva un genere di animali: alla fine Itherther fu il creatore di tutti gli animali, tranne che del leone, discendente da un cannibale.